# آیون کرنگا

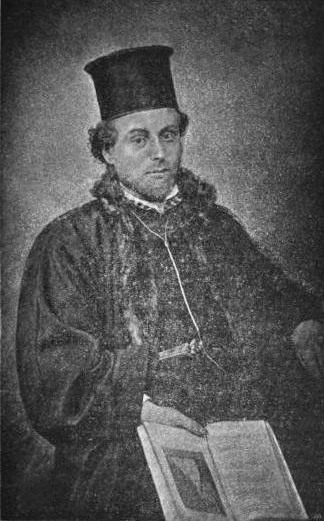
آیون کرنشا

آیون کرنگا نویسنده اهل رومانی است.

## زندگی‌نامه
او در ۱ مارس ۱۸۳۷ یا ۱۰ ژوئن ۱۸۳۹ در یک خانواده روستایی ارتودوکس در روستایی نزدیک شهر تاگونیمت، در منطقه مولداوی رومانی به دنیا آمد. در دوران کودکی خاطرات خود را به شکل مکتوب نگهداری نمود. عمده شهرت آیون کرنگا به مجموعه کتاب‌های خاطرات کودکی او است. پس از پایان دوران مدرسه در سال ۱۸۶۰ در گروه فلسفه و عرفان دانشگاه لسی پذیرفته شد و تحصیلات خود را به پایان رسانید. در ۱۸۶۸ به عنوان آموزگار مدرسه مشغول به‌کار شد و در این دوران آثار خود را به رشته تحریر درآورد.
سرانجام در ۳۱ دسامبر ۱۸۸۹ بر اثر بیماری صرع وفات یافت و در شهر لسی به‌خاک سپرده شد.

## آثار
اهمیت آیون کرنگا به آثار ادبیات کودکان وی است.
از مهم‌ترین آثار وی می‌توان به موارد زیر اشاره نمود:
- خاطرات کودکی
- ایوان توربینکا
- شیطان و هاراپ‌آلب
- دانیلا پرپلک